# Caligo idomeneus
Caligo idomeneus, auch Idomeneus-Bananenfalter, ist ein Schmetterling aus der Gattung der Bananenfalter (Caligo) innerhalb der Familie der Edelfalter (Nymphalidae). Das Artepitheton Idomeneus geht auf einen mythischen König und Helden von Kreta, der am Trojanischen Krieg teilnahm, zurück.

## Merkmale

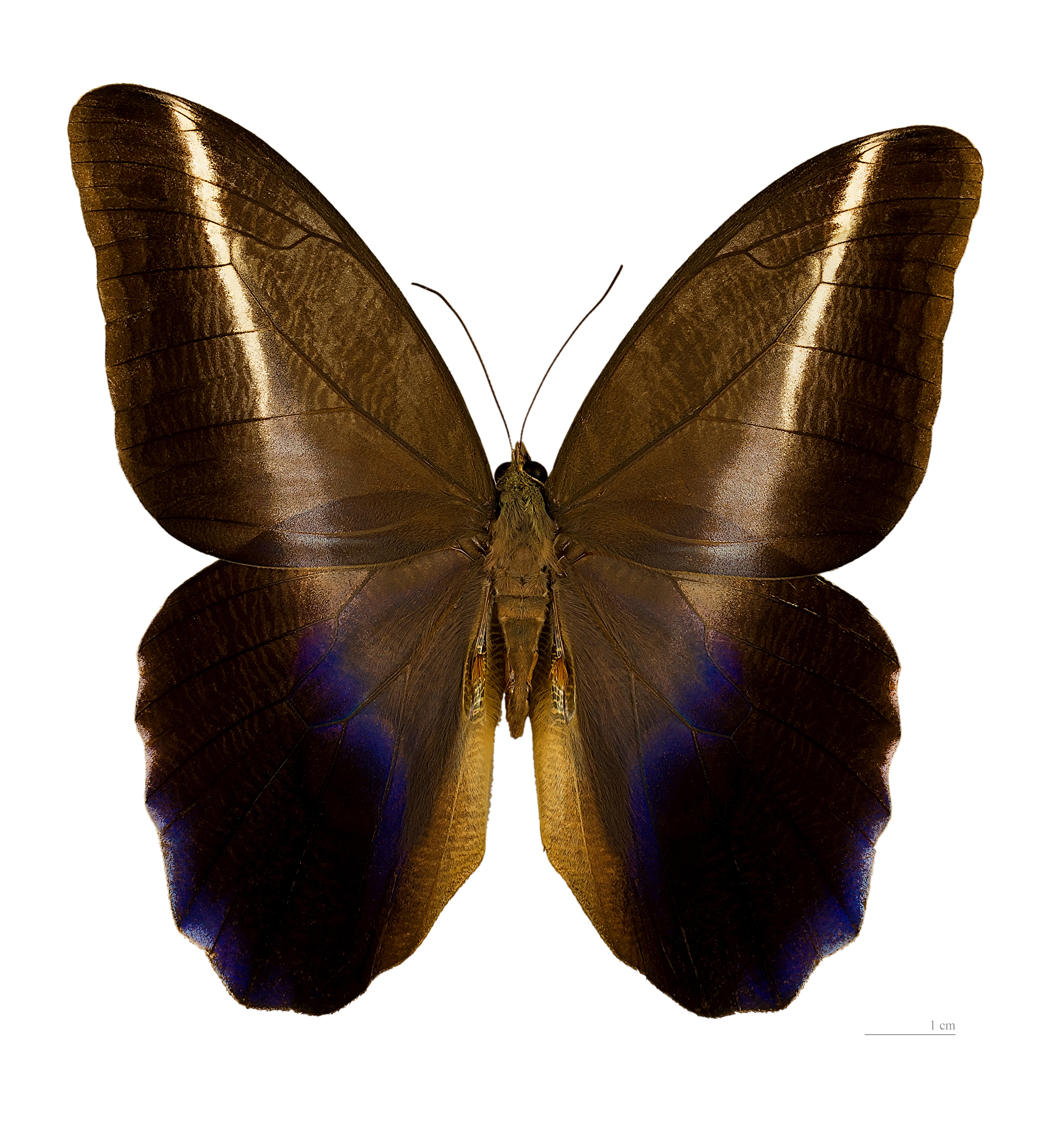
Oberseite

### Falter
Die Flügelspannweite adulter Falter beträgt zwischen 120 und 150 Millimeter, nach anderen Angaben auch 110 bis 140 Millimeter. Er ist oberseits kräftig dunkelbraun gefärbt mit violettblau schillernden Sprenkeln und einer weißlichen Linie, die sich diagonal über die Vorderflügel bis zu den Hinterflügeln erstreckt, wo sie in einem hellen Blau ausläuft. Die Unterseite zeigt braun-weiße fein gefiederte Linien, die zum Saum des Vorderflügels in einem schmalen braunen Band enden. Hier befinden sich mehrere Augenflecke, zwei kleine an der Spitze des Vorderflügels, sowie zwei große auf dem Hinterflügel. Der sehr große Augenfleck auf den Hinterflügeln soll der Abschreckung von Fressfeinden dienen.

### Ei
Die Eier sind kugelig und weiß.

### Raupe
Der Körper junger Raupen ist grün und verfärbt sich nach der letzten Häutung ins braune bis dunkelbraune. Sie haben einen flachen leicht behaarten Körper. Am Kopf befinden sich vier Paar rückwärts gebogener, behaarter Hörner. Ebensolche schwarzen Dornen zeigt der Rücken. Er ist mit bis zu sechs von ihnen versehen, von denen die mittleren etwas größer sind als die äußeren. Das Ende des Körpers läuft in einen behaarten Gabelschwanz aus.

### Ähnliche Arten
- Caligo eurilochus, Cramer, 1775

## Verhalten und Lebensweise
Die Falter fliegen bevorzugt in den frühen Morgenstunden oder in der Abenddämmerung. Sie nehmen den Saft vergehender Bananen auf. Ihre Eier legen sie in kleinen Gelegen auf den Blättern der Wirtspflanze ab. Bei gutem Nahrungsangebot hat der Falter eine Lebenserwartung von bis zu 7 Wochen. Die Tage verbringen sie häufig mit geschlossenen Flügeln sitzend an einem Baumstamm.
Raupen befressen die Blätter von Bananengewächsen (Musaceae) und Helikonien (Heliconia). Sie sind nachtaktiv und schlafen tagsüber in kleinen Gruppen, die sich auf den Mittelrippen der Blätter treffen. Ältere, dann braune Raupen schlafen hingegen an der Rinde von Bäumen. Die Raupen durchlaufen vier Stadien, zwischen denen sie sich häuten. Sie haben in ihrem letzten Raupenstadium eine Länge von 130 bis 140 Millimetern. Nach einem etwa fünfwöchigen Puppenstadium schlüpft der Falter.

## Verbreitung und Lebensraum
Die Art ist in ganz Südamerika, vom Amazonas über die östlichen Anden, von Venezuela bis Ecuador und das südliche Brasilien  bis Argentinien beheimatet und bewohnt hier tropische Wälder und Ackerland.

## Unterarten
Neben der Nominatform (Caligo idomeneus idomeneus) werden folgende Unterarten unterschieden:
- Caligo idomeneus ariphron, Fruhstorfer, 1910
- Caligo idomeneus idomenides, Fruhstorfer, 1903
- Caligo idomeneus rhoetus, Staudinger, 1886
- Caligo idomeneus apollo, Fruhstorfer, 1913
- Caligo idomeneus apollonidas, Fruhstorfer, 1912
- Caligo idomeneus hippolochus, Fruhstorfer, 1913
- Caligo idomeneus ibycus, Fruhstorfer, 1910
- Caligo idomeneus marsus, Stichel, 1904
- Caligo idomeneus praecana, Stichel, 1907

## Status
Er ist häufig und weit verbreitet und tritt in Bananenplantagen öfters als Schädling auf.